# X線自由電子レーザー
X線自由電子レーザー（エックスせんじゆうでんしレーザー、英：X-ray free electron laser、略称：XFEL、エックス-エフ-イー-エル）とは、自由電子レーザーのうち、X線領域で発振を行うものから得られる光である。可干渉性を持ち、短いパルス幅、大きなピーク輝度を持つ。2014年の時点において、米国 (SLAC Linac Coherent Light Source: LCLS)、日本 (SACLA)、ヨーロッパ (欧州XFEL）が稼働中であり、 Swiss FELなどにて建設が進められている。

## 概要

### 光発生のしくみ
非常に小さなエミッタンスをもつ電子銃から得られる電子ビームを加速し、アンジュレータを通過させることにより光を得る。アンジュレータを1回通過する間に十分な強度の光を発生(レーザー発振)させるためには、電子ビームが小さなエミッタンスでかつ大きなピーク電流を有することが必要となる。このためには電子ビームのエミッタンスを悪化させること無く輸送、加速すること、複数のアンジュレータの光軸を一致させること、その光軸と電子ビームの軌道を高い精度で一致させることが重要である。

## 用途
大ピーク強度、可干渉性、短いパルス幅の特長を生かし、下記のような用途に用いられている。
- 大ピーク強度を活かした膜たんぱく質をはじめとする高難易度ターゲットの結晶構造解析(シリアルフェムト秒結晶学)
- 短パルス幅を利用した無損傷データ収集[5][6]
- 時分割測定
- ウイルスや金属粒子など非結晶性試料のコヒーレント回折イメージング(CDI)